# Powiat Higashi-Ibaraki
Powiat Higashi-Ibaraki (jap. 東茨城郡 Higashi-Ibaraki-gun) – powiat w Japonii, w prefekturze Ibaraki. Ma powierzchnię 307,27 km². W 2020 r. mieszkało w nim 65 213 osób, w 25 201 gospodarstwach domowych  (w 2010 r. 74 332 osoby, w 25 273 gospodarstwach domowych) .

## Miejscowości
- Ibaraki
- Ōarai
- Shirosato

## Historia[4]

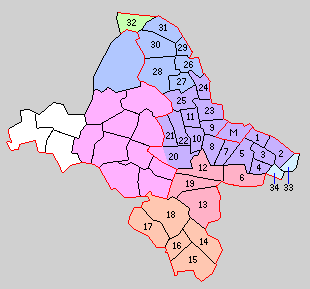
Powiat Higashi-Ibaraki (1889 r.)

- Powiat został założony 2 grudnia 1878 roku w wyniku podziału powiatu Ibaraki na dwa mniejsze powiaty. Wraz z utworzeniem nowego systemu administracyjnego 1 kwietnia 1889 roku powiat Higashiibaraki został podzielony na 2 miejscowości i 32 wioski[5].
- 28 września 1891 – wioska Shimonoai zmieniła nazwę na Shirakawa.
- 26 stycznia 1894 – wioska Ōnuki zdobyła status miejscowości. (3 miejscowości, 31 wiosek)
- 1 października 1919 – wioska Ishizuka zdobyła status miejscowości. (4 miejscowości, 30 wiosek)
- 15 marca 1933 – wioska Tokiwa została połączona z miastem Mito. (4 miejscowości, 29 wiosek)[6]
- 1 kwietnia 1952 – wioska Midorioka i część wsi Kamiono zostały włączone do miasta Mito. (4 miejscowości, 28 wiosek)[6]
- 3 listopada 1954 – w wyniku połączenia miejscowości Ōnuki i Isohama powstała miejscowość Ōarai. (3 miejscowości, 28 wiosek)
- 10 grudnia 1954 – miejscowość Ogawa powiększyła się o tereny wiosek Shirakawa i Tachibana. (3 miejscowości, 26 wiosek)
- 11 lutego 1955: (4 miejscowości, 19 wiosek)
  - wioska Nagaoka zdobyła status miejscowości.
  - w wyniku połączenia Nagaoki i wiosek Kaminoai, Kawane i Numasaki (z powiatu Kashima) powstała miejscowość Ibaraki.
  - w wyniku połączenia wiosek Isehata i Noguchi (z powiatu Naka) powstała wioska Gozenyama.
  - w wyniku połączenia wiosek Akutsu, Iwafune i Sawayama powstała wioska Katsura.
  - w wyniku połączenia miejscowości Ishizuka, wiosek Komatsu i Saigō powstała miejscowość Jōhoku.
- 31 marca 1955: (4 miejscowości, 15 wiosek)
  - w wyniku połączenia wiosek Nakatsuma, Shimonakatsuma i części wsi Koibuchi powstała wioska Uchihara. Pozostała część Koibuchi została dołączona do miejscowości Tomobe z powiatu Nishiibaraki.
  - w wyniku połączenia wiosek Shimoōno, Inari i Ōba powstała wioska Tsunezumi.
- 1 kwietnia 1955: (4 miejscowości, 9 wiosek)
  - wioski Kamiono, Watari, Yoshida, części wsi Saka i Kawawada zostały włączone do miasta Mito. Pozostała część Saki została dołączona do wioski Ishizaki.
  - wioska Kaminakatsuma, części wsi Yamane i Kawawada połączyły się tworząc wioskę Akatsuka. Pozostała część Yamane została dołączona do wioski Iitomi.
- 23 lipca 1955 – miejscowość Ōarai powiększyła się o część wsi Asahi (z powiatu Kashima).
- 1 września 1956 – wioski Katakura i Takehara połączyły się tworząc wioskę Takehara-Katakura, która tego samego dnia zmieniła nazwę na Minori. (4 miejscowości, 8 wiosek)
- 29 września 1956 – wioska Gozenyama powiększyła się o teren wioski Nagakura (z powiatu Naka).
- 1 czerwca 1957 – wioska Iitomi została połączona z miastem Mito. (4 miejscowości, 7 wiosek)
- 5 marca 1958 – wioska Ishizaki została połączona z miejscowością Ibaraki. (4 miejscowości, 6 wiosek)
- 1 kwietnia 1958 – wioska Akatsuka została połączona z miastem Mito. (4 miejscowości, 5 wiosek)
- 1 kwietnia 1959 – wioska Minori zdobyła status miejscowości. (5 miejscowości, 4 wioski)
- 1 stycznia 1965 – wioska Uchihara zdobyła status miejscowości. (6 miejscowości, 3 wioski)
- 3 marca 1992 – wioska Tsunezumi została połączona z miastem Mito. (6 miejscowości, 2 wioski)
- 16 października 2004 roku miejscowość Yamagata i wioska Gozenyama połączyły się z miejscowością Ōmiya i wioskami Miwa i Ogawa (z powiatu Naka) tworząc miasto Hitachiōmiya. (6 miejscowości, 1 wioska)[7]
- 1 lutego 2005: (5 miejscowości)
  - miejscowość Jōhoku i wioska Katsura połączyły się z wioską Nanakai (z powiatu Nishi-Ibaraki) tworząc miejscowość Shirosato[8].
  - miejscowość Uchihara połączyła się z miastem Mito[6].
- 27 marca 2006 – miejscowości Ogawa i Minori połączyły się z wioską Tamari (z powiatu Niihari) tworząc miasto Omitama. (3 miejscowości)
- 8 grudnia 2007 roku miejscowość Ibaraki planowano połączyć z miastem Mito, ale plany te zostały porzucone.